# Lijst van nummer 1-hits in Italië in 1986
Deze hits stonden in 1986 op nummer 1 in de Hit Parade Italia, de bekendste hitlijst in Italië.
| Datum        | Artiest              | Titel                     |
| ------------ | -------------------- | ------------------------- |
| 4 januari    | Arcadia              | Election day              |
| 11 januari   | a-ha                 | Take on me                |
| 18 januari   | a-ha                 | Take on me                |
| 25 januari   | a-ha                 | Take on me                |
| 1 februari   | a-ha                 | Take on me                |
| 8 februari   | Via Verdi            | Diamond                   |
| 15 februari  | Matia Bazar          | Ti sento                  |
| 22 februari  | Eros Ramazzotti      | Adesso tu                 |
| 1 maart      | Eros Ramazzotti      | Adesso tu                 |
| 8 maart      | Eros Ramazzotti      | Adesso tu                 |
| 15 maart     | Eros Ramazzotti      | Adesso tu                 |
| 22 maart     | Eros Ramazzotti      | Adesso tu                 |
| 29 maart     | Eros Ramazzotti      | Adesso tu                 |
| 5 april      | Eros Ramazzotti      | Adesso tu                 |
| 12 april     | Joe Cocker           | You can leave your hat on |
| 19 april     | Joe Cocker           | You can leave your hat on |
| 26 april     | Joe Cocker           | You can leave your hat on |
| 3 mei        | Joe Cocker           | You can leave your hat on |
| 10 mei       | Joe Cocker           | You can leave your hat on |
| 17 mei       | Madonna              | Live to tell              |
| 24 mei       | Madonna              | Live to tell              |
| 31 mei       | Madonna              | Live to tell              |
| 7 juni       | Madonna              | Live to tell              |
| 14 juni      | Madonna              | Live to tell              |
| 21 juni      | Madonna              | Live to tell              |
| 28 juni      | Madonna              | Live to tell              |
| 5 juli       | Tracy Spencer        | Run to me                 |
| 12 juli      | Madonna              | Papa don't preach         |
| 19 juli      | Madonna              | Papa don't preach         |
| 26 juli      | Madonna              | Papa don't preach         |
| 2 augustus   | Madonna              | Papa don't preach         |
| 9 augustus   | Madonna              | Papa don't preach         |
| 16 augustus  | Madonna              | Papa don't preach         |
| 23 augustus  | Madonna              | Papa don't preach         |
| 30 augustus  | Spagna               | Easy lady                 |
| 6 september  | Spagna               | Easy lady                 |
| 13 september | Spagna               | Easy lady                 |
| 20 september | Spagna               | Easy lady                 |
| 27 september | Spagna               | Easy lady                 |
| 4 oktober    | Spagna               | Easy lady                 |
| 11 oktober   | Spagna               | Easy lady                 |
| 18 oktober   | Spagna               | Easy lady                 |
| 25 oktober   | MC Miker G & DJ Sven | Holiday rap               |
| 1 november   | MC Miker G & DJ Sven | Holiday rap               |
| 8 november   | MC Miker G & DJ Sven | Holiday rap               |
| 15 november  | Duran Duran          | Notorious                 |
| 22 november  | Duran Duran          | Notorious                 |
| 29 november  | Duran Duran          | Notorious                 |
| 6 december   | Duran Duran          | Notorious                 |
| 13 december  | Europe               | The final countdown       |
| 20 december  | Europe               | The final countdown       |
| 27 december  | Europe               | The final countdown       |